# David Sinclair
David Andrew Sinclair (Sídney, 26 de junio de 1969) es un biólogo y académico australiano conocido por sus investigaciones sobre el envejecimiento y la epigenética. Sinclair es profesor de genética en la Escuela de Medicina de Harvard y es codirector del Centro Paul F. Glenn para la Biología de la Investigación del Envejecimiento. Es oficial de la Orden de Australia (AO).
Sinclair ha aparecido en la revista Time, The New York Times, 60 Minutes, así como en la revista Boston, The Washington Post, The Economist, TED y The Joe Rogan Experience, donde ha compartido su punto de vista sobre el futuro del envejecimiento de la especie humana.

## Biografía
David Andrew Sinclair nació en Sídney en 1969 y creció en St Ives, Nueva Gales del Sur. Su abuela paterna había emigrado a Australia tras la represión del Levantamiento húngaro de 1956, y su padre cambió el apellido de Szigeti a Sinclair. Sinclair estudió en la Universidad de Nueva Gales del Sur, Sydney, obteniendo una licenciatura en bioquímica con honores en 1991 y un doctorado en genética molecular en 1995, centrándose en la regulación génica en levaduras. También ganó el Premio de la Commonwealth de Australia.

### Trayectoria
En 1993, conoció a Leonard P. Guarente, un profesor del Instituto Tecnológico de Massachusetts que estudiaba los genes implicados en la regulación del envejecimiento, cuando Guarente estaba en una gira de conferencias en Australia, y durante el encuentro animó a Sinclair a postularse para un puesto de posdoctorado en el laboratorio de Guarente. A principios de ese año, el laboratorio de Cynthia Kenyon en la UCSF había descubierto que una mutación de un solo gen (Daf-2) podría duplicar la vida útil del C. elegans.
En 1999, después de cuatro años de trabajar como investigador posdoctoral para Guarente, Sinclair fue contratado en la Facultad de Medicina de Harvard. En 2003, su laboratorio era pequeño y luchaba por conseguir financiación. Sinclair se reunió con el filántropo Paul F. Glenn, quien el 2004 donó 5 millones de dólares a Harvard para establecer los Laboratorios Paul F. Glenn para los Mecanismos Biológicos del Envejecimiento en Harvard, del cual Sinclair se convirtió en el director fundador. Actualmente es codirector, junto con Bruce Yankner. 
El mismo año 2004, Sinclair, junto con los empresarios Andrew Perlman, Christoph Westphal, Richard Aldrich, Richard Pops y Paul Schimmel, fundaron Sirtris Pharmaceuticals. Sirtris se centró en desarrollar la investigación de Sinclair sobre activadores de sirtuinas. La empresa se centró específicamente en formulaciones de resveratrol y derivados como activadores de la enzima SIRT1. El producto inicial de la compañía se llamó SRT501 y era una formulación de resveratrol. Posteriormente, el 2008 la empresa sería comprada y convertida en subsidiaria de GlaxoSmithKline por 720 millones de dólares. Cinco años más tarde, GSK cerró el programa Sirtris sin lograr un desarrollo farmacológico exitoso.
En 2006, fundó Genocea Biosciences con base en el trabajo del científico de Harvard Darren E. Higgins en torno a los antígenos que estimulan las células T y el uso de estos antígenos para crear vacunas; Sinclair fue cofundador. Genocea despidió a la mayor parte de su plantilla en 2022 tras presentar datos decepcionantes en la AACR.
En 2008, Sinclair fue ascendido a profesor titular en la Escuela de Medicina de Harvard. Unos años más tarde, también se convirtió en profesor adjunto en la Facultad de Ciencias Médicas de la Universidad de Nueva Gales del Sur.
En 2011, Sinclair fue cofundador de OvaScience con Michelle Dipp, Aldrich, Westphal y Jonathan Tilly, basado en el trabajo científico realizado por Tilly sobre las células madre oogoniales de mamíferos y el trabajo sobre las mitocondrias de Sinclair. El trabajo de Tilly fue controvertido y algunos grupos no pudieron replicarlo. La empresa finalmente fue presionada por eludir a las autoridades reguladoras de EE. UU. para las pruebas de fertilidad.
En 2011, Sinclair también fue cofundador de CohBar, junto con Nir Barzilai y otros colegas. CohBar tenía como objetivo descubrir y desarrollar nuevos péptidos derivados de las mitocondrias.
Como fruto de sus investigaciones científicas se derivan las concesiones de varias patentes en diversos campos, para trasladar esos conocimientos a la industria en sectores como el cosmético, la salud, la biotecnología, etc.
En septiembre de 2019, Sinclair publicó Vida útil: por qué envejecemos y por qué no tenemos que hacerlo, un éxito de ventas del New York Times, coescrito con el periodista Matthew LaPlante y traducido a 18 idiomas, incluyendo el español. También fue lanzado como audiolibro en Audible y leído por el mismo Sinclair. Sinclair analiza ampliamente sus prácticas de longevidad en las redes sociales y las incluye en su libro. Incluyen dosis diarias de NMN y resveratrol, que según Sinclair son activadores de SIRT1.

## Premios y honores
Sinclair ha recibido diversos premios por su investigación, incluido el Premio de Distinción Irving S. Wright de la Federación Estadounidense de Investigación sobre el Envejecimiento en 2018, el Premio Avanzado en Ciencias de la Vida del gobierno australiano en 2017 y la Medalla de la Sociedad Australiana de Investigación Médica en 2014.
En 2014, Sinclair fue incluido en Time 100 como una de las cien personas más influyentes del mundo, y en 2018 fue incluido en la lista de las 50 personas más influyentes en el cuidado de la salud de la revista Time.   En 2018, Sinclair fue nombrado oficial de la Orden de Australia.

## Publicaciones

### Libros
- Sinclair, David (2019). Lifespan: Why We Age – and Why We Don't Have To. New York: Simon & Schuster. ISBN 978-1501191978. A New York Times bestseller (2019).